# 수페르클라시코

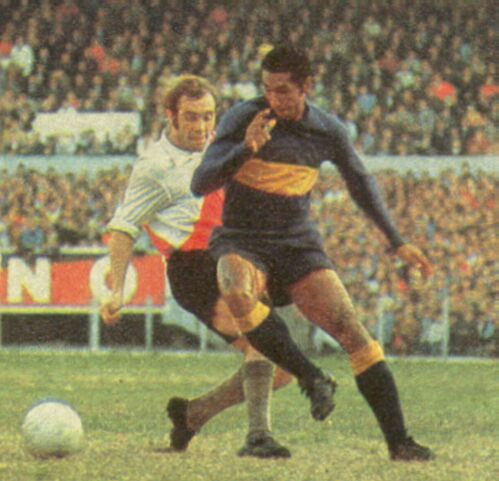

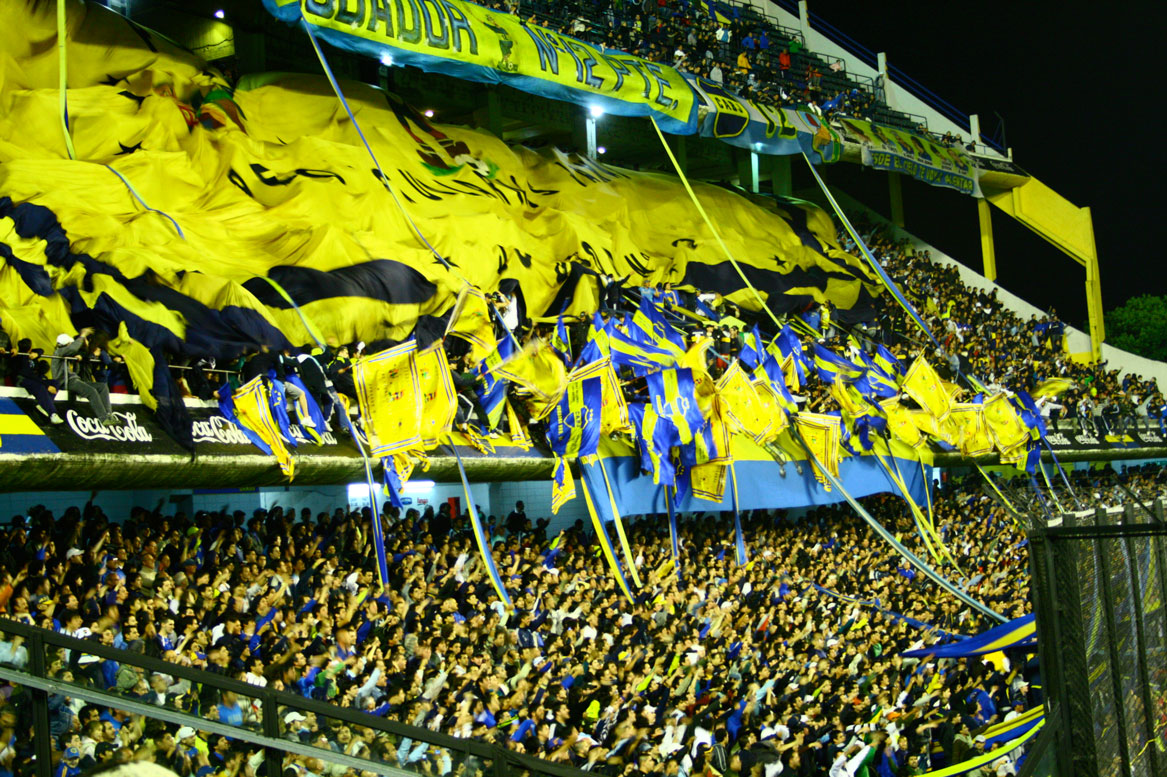

수페르클라시코(Superclásico)는 보통 아르헨티나 프리메라 디비시온에서 부에노스 아이레스를 연고지로 하는 라이벌 팀인 보카 주니어스와 리버 플레이트의 경기를 가리킨다. 스페인 프리메라리가의 엘 클라시코처럼 스페인어에서 clásico는 지역의 더비 경기를 가리킨다. 아르헨티나 리그를 양분하는 거대 클럽들의 대항전이니 만큼 super라는 접두사가 어색하지 않다. 두 클럽의 팬을 합치면 아르헨티나 축구팬의 무려 73%를 차지한다고 한다.
수페르클라시코는 세계에서 가장 치열하고 중요한 더비 경기 중 하나로 꼽히고 있다. 특히 경기장 양쪽을 가득 메운 두 팀의 인차(hinchadas 팬[*])들이 펼치는 불꽃, 꽃가루, 깃발, 휴지폭탄 퍼포먼스 등이 이러한 분위기를 더욱 뜨겁게 만들어 준다. 하지만 종종 이렇게 열정적인 인챠들의 격렬한 응원은 폭력 사태를 부르기도 한다.
2004년, 영국의 신문 옵서버는 수페르클라시코를 "죽기 전에 꼭 봐야 할 50가지 스포츠 이벤트" 중 첫 번째로 꼽으며 "부에노스아이레스의 더비가 있는 날이면 올드 펌은 초등학교 공차기가 된 것처럼 보인다."고 표현했다.

## 역사와 배경
부에노스 아이레스의 보카 지역에 자리잡은 보카 주니어스와 누녜스 지역에 자리잡은 리버 플레이트는 지역 뿐 아니라 계층적으로도 분화된 팬을 갖고 있다. 전통적으로 보카는 노동자들이, 리베르는 중산층 이상 계층이 팬을 형성하고 있었다.
수페르클라시코 경기가 이루어질 때면, 두 팀의 인차들은 서로를 경멸하는 노래를 부르며 상대를 놀리곤 한다. 리베르 팬들은 보카 팬들을 로스 푸에르코스(los puercos, 돼지들)라고 부르는데, 상대적으로 가난한 보카 지역에선 늘 좋지 않은 냄새가 난다는 의미에서이다. 반대로 보카 팬들은 리베르 팬들을 겁쟁이라는 의미로 가시나스(gallinas, 닭들)라고 부른다. 그 때문에 수페르클라시코가 있을 때마다 양팀 팬들은 상대팀을 놀리기 위해 돼지와 닭을 끌고 나오곤 한다.
기록에 남아있는 최초의 수페르클라시코는 1913년 8월 24일, 라싱 클럽 경기장에서 열린 것으로 리베르가 2:1가 이긴 것으로 되어있다.
2018년에는 사상 최초로 양 팀이 코파 리베르타도레스 결승전에서 맞붙게 되었는데, 엘 모누멘탈에서 2차전이 열릴 예정이었스나 리버 플레이트 팬들의 난동으로 보카 주니어스 선수단이 다치며 결승 2차전이 스페인 마드리드 산티아고 베르나베우에서 열리는 일이 발생했다.

## 기록
아마추어 경기를 포함해 AFA와 CONMEBOL에 공식적으로 기록된 기록은 다음과 같다. 연장전이나 승부차기를 통해 넣은 골은 제외했다.

### 역대 전적
- 2010년 10월 16일까지의 기록. (RSSSF 통계)

| 대회명                   | 경기수 | 보카 승 | 무승부 | 리베르 승 | 보카 골 | 리베르 골 |
| ------------------------ | ------ | ------- | ------ | --------- | ------- | --------- |
| 국내 리그경기            | 187    | 68      | 57     | 62        | 265     | 246       |
| 코파 리베르타도레스      | 22     | 10      | 6      | 6         | 28      | 18        |
| 수페르코파 수다메리카나  | 2      | 0       | 2      | 0         | 1       | 1         |
| 아마추어 경기            | 10     | 3       | 3      | 4         | 14      | 11        |
| 코파 콤페텐시아          | 3      | 0       | 1      | 2         | 3       | 6         |
| AFA 100주년 기념컵       | 2      | 0       | 1      | 1         | 1       | 0         |
| 코파 아드리안 에스코바르 | 1      | 0       | 1      | 0         | 0       | 0         |
| 브리티쉬컵               | 1      | 1       | 0      | 0         | 2       | 0         |
| 소계                     | 228    | 82      | 71     | 75        | 313     | 283       |
|                          |        |         |        |           |         |           |
| 친선경기                 | 103    | 40      | 31     | 32        | 143     | 124       |
|                          |        |         |        |           |         |           |
| 총계                     | 331    | 122     | 102    | 107       | 456     | 407       |

### 득점자 기록

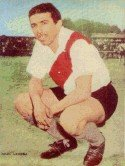
앙헬 라브루나

| 선수 이름              | 소속팀        | 골 (공식) | 골 (친선) |
| ---------------------- | ------------- | --------- | --------- |
| 앙헬 라브루나          | 리버 플레이트 | 16        | 6         |
| 오스카르 마스          | 리버 플레이트 | 12        | 1         |
| 파울로 발렌팀          | 보카 주니어스 | 10        | 3         |
| 카를로스 모레테        | 리버 플레이트 | 9         | 4         |
| 로베르토 체로          | 보카 주니어스 | 8         | -         |
| 베르나베 페레이라      | 리버 플레이트 | 8         | -         |
| 마르틴 팔레르모        | 보카 주니어스 | 7         | 6         |
| 루이스 롱고            | 리버 플레이트 | 7         | 2         |
| 우고 알프레도 쿠리오니 | 보카 주니어스 | 7         | -         |
| 오스발도 포텐테        | 보카 주니어스 | 7         | 1         |
| 디에고 라토레          | 보카 주니어스 | 6         | -         |
| 알프레도 로하스        | 보카 주니어스 | 6         | -         |
| 펠릭스 로우스타우      | 리버 플레이트 | 6         | -         |
| 프란시스코 바라요      | 보카 주니어스 | 6         | 1         |
| 엔소 프란세스콜리      | 리버 플레이트 | 5         | 2         |
| 디에고 마라도나        | 보카 주니어스 | 5         | -         |
| 세베리노 바렐라        | 보카 주니어스 | 5         | -         |

### 최다 출전 기록
| 선수 이름         | 소속팀        | 출전횟수 |
| ----------------- | ------------- | -------- |
| 레이날도 메를로   | 리버 플레이트 | 42       |
| 우고 가티         | 두 팀 합계    | 38       |
| 실비오 마르솔리니 | 보카 주니어스 | 37       |
| 앙헬 라브루나     | 리버 플레이트 | 35       |
| 로베르토 모우소   | 보카 주니어스 | 35       |

### 최다 골차 승리
| 결과            | 날짜             | 경기장      |
| --------------- | ---------------- | ----------- |
| 보카 6-0 리베르 | 1928년 12월 23일 | 보카 홈     |
| 리베르 5-1 보카 | 1941년 10월 19일 | 엘 모누멘탈 |
| 보카 5-1 리베르 | 1959년 5월 19일  | 라 봄보네라 |
| 리베르 1-5 보카 | 1982년 3월 7일   | 엘 모누멘탈 |
| 리베르 4-0 보카 | 1942년 7월 19일  | 엘 모누멘탈 |
| 리베르 4-0 보카 | 1955년 8월 17일  | 엘 실린드로 |
| 리베르 0-4 보카 | 1972년 3월 12일  | 엘 모누멘탈 |

## 푸에르타 도세(Puerta 12)의 참극

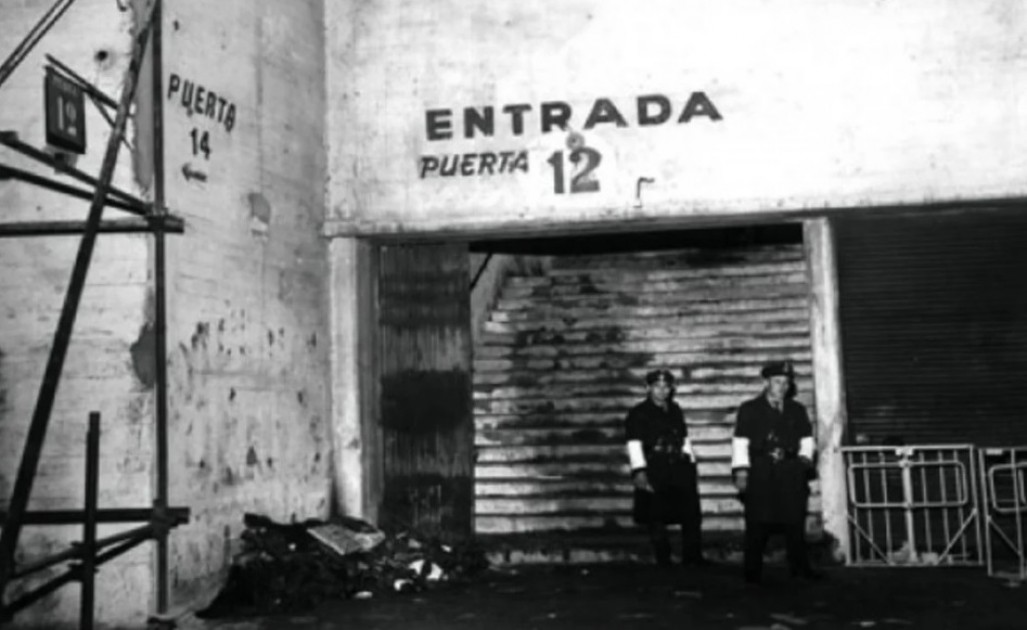
엘 모누멘탈 푸에르타 도세

1968년 6월 23일 엘 모누멘탈에서 게임이 끝나고 여러 명의 팬들이 경기장 12번 게이트(Puerta 12)에서 압사당하는 사고가 발생했다. 모두 74명이 죽고 150명의 팬들이 다쳤다. 이 사고는 아르헨티나 축구 역사상 가장 끔찍한 사고로 기록되어 있다. 대부분의 희생사는 청소년과 젊은 층이었고 평균연령은 19살이었다.
이 사고는 경기가 0:0으로 끝난 후, 보카 팬들이 관중석 상부에서 경기장으로 불이 붙은 종이를 던졌고, 그를 피하려던 하부의 관중들이 닫혀있는 게이트로 우르르 몰리면서 일어난 것으로 추정된다..
경찰 당국에서는 3년간 조사를 벌였지만 혐의자를 찾을 수 없었다.
 1968년 시즌이 끝날 때까지 아르헨티나 축구 협회에 속한 68 개의 축구팀에서는 모금을 벌여 희생자 가족들에게 100,000 페소씩 전달했다.

## 참고
1. ↑  “Se cae un mito: la hinchada de Boca no suma la mitad más uno del país” (스페인어). Infobae.com. 2006년 4월 1일. 2012년 8월 21일에 원본 문서에서 보존된 문서. 2007년 10월 29일에 확인함.
2. ↑  (영어) BBC Academy, famous football derbies
3. ↑  (스페인어) Marca America article about the violence 보관됨 2008-03-24 - 웨이백 머신
4. ↑  (영어)“50 sporting things you must do before you die”. The Observer. 2004년 4월 4일.
5. ↑  
전통적으로 남미 축구에선, 연장전을 갖는 것이 드문 일이었다. 토너먼트에서는 제3의 경기를 하거나, 연장전 없이 승부차기를 시행했다.
6. ↑  우고 가티(Hugo Orlando Gatti)는 38번 출전 중 리베르에서 9번, 보카에서 29번 뛰었다
7. ↑  Garry Archer (1996년 10월 18일). “stadium disasters (Re: NAS Re-Guatemala Disaster)” (영어). RSSSF.
8. ↑  Carlos Prieto (2006년 10월 7일). “Puerta 12, horror de película” (스페인어). Clarín. 2009년 6월 27일에 원본 문서에서 보존된 문서. 2007년 10월 29일에 확인함.